# Thương Hiệt
Thương Hiệt (hay Thương Kiết, tiếng Trung: 倉頡) là một nhân vật thần thoại Trung Hoa, được suy tôn là thánh tổ của chữ Hán.

## Huyền sử
Giai thoại Thương Hiệt tạo chữ vốn đã lưu truyền từ thời Chiến Quốc, được sách Lã thị xuân thu chép lại.
Thời thượng cổ, tại vùng Quan Trung (關中) thuộc Thiểm Tây (陝西) có một người tên là Thương Hiệt (倉頡), họ Hầu Cương, bút hiệu Sử Hoàng Thị, biệt hiệu Song đồng tứ mục (雙瞳四目), tục xưng Thương Hiệt tiên sư (倉頡先師), Thương Hiệt thánh nhân (倉頡聖人), Thương Hiệt chí thánh (倉頡至聖), Chế tự tiên sư (制字先師), Chế tự tiên thánh (制字先聖), Hữu sử Thương thánh nhân (右史倉聖人).
Thương Hiệt bẩm sinh có 4 mắt, mắt ông ta luôn đầy ghèn, nhưng từ hai đôi mắt đó phát ra tia sáng dị thường, quan sát sự vật vô cùng rõ ràng. Thương Hiệt xõa tóc, để râu, mình mặc da thú, ngồi trên tấm da của một loài mãnh thú, tay luôn cầm bút, nói chuyện cùng với người đối diện, dường như đang suy nghĩ điều gì. Đầu của ông cũng khác với người thường, đỉnh đầu nhô cao lộ vẻ thông minh đặc biệt.
Ông thường cưỡi lừa bôn ba khắp cao nguyên hoàng thổ ở Thiểm Tây, vượt núi băng sông, đi khắp các châu các quận, tìm hiểu phong tục tập quán dân gian, thu thập phù hiệu ngôn ngữ lưu hành trong dân gian. Lúc bấy giờ chưa có giấy, ông đem những tài liệu thu thập được viết lên lá lau sậy rồi bỏ vào trong túi để lừa thồ đi. Tư liệu mà Thương Hiệt thu thập rất nhiều, đựng đến mấy túi, con lừa đi đến huyện Kỳ Sơn (岐山) vì quá mệt mà chết.
Ông mang những túi này, không có lừa không thể đi tiếp nên đã tìm một gian lều cỏ lưu lại. Thương Hiệt không ngừng quan sát thiên tượng, ngẩng đầu nhìn kỹ mặt trăng biến hóa khi tròn khi khuyết, còn thấy rõ hiện tượng diễn biến của núi sông mưa gió, phân biệt được dấu chân của các loài điểu thú, hoặc dấu tích của dã thú, xe cộ lưu lại khi đi qua, khu biệt được sự giống nhau và khác nhau của các loại dấu vết, đồng thời bắt đầu sáng tạo ra văn tự. Thương Hiệt không quản ngày đêm, chăm chỉ quan sát suy ngẫm.
Một đêm nọ, Thương Hiệt mệt đến nỗi đầu óc tối tăm, lại thêm cóc trong ao kêu liên tục, quấy rầy sự suy nghĩ của ông. Lúc đó, Thương Hiệt đang nghĩ đến việc làm sao tạo ra 2 chữ "xuất" (ra) và "trọng" (nặng). Bỗng cóc kêu lên một tiếng, kết quả ý nghĩa của chữ bị đảo lộn. Chữ 山 (sơn) ở trên có thêm chữ 山 nữa vốn có nghĩa là nặng, chữ 千 (thiên) chữ 里 (lý) vốn có nghĩa là xa; nhưng Thương Hiệt lại cho chữ 出 (xuất) có nghĩa là "ra", cho chữ 重 (trọng) có nghĩa là nặng. Đêm đã khuya, Thương Hiệt nhấc bút lên chấm đầy mực, tức giận quẳng bút mực văng đến miệng cóc. Theo truyền thuyết, mãi đến nay, bên mép của cóc ở Kỳ Sơn đều đen cả. Như vậy, Thương Hiệt hội ý tạo chữ, sáng tạo ra 24 chữ cổ. Sau khi Thương Hiệt tạo ra chữ đã cảm động thần linh, gạo từ trên trời rơi xuống, quỷ thần ban đêm cũng kinh hãi khóc rống. Chẳng bao lâu, Thương Hiệt vâng mệnh thống nhất văn tự và lãnh đạo các quan viên cải cách văn tự. Thương Hiệt còn là vị sử quan của Hoàng Đế, ghi chép sự việc, những việc lớn liên quan đến biên chép của thị tộc đều do Thương Hiệt nắm giữ, nên từ đó mà diễn dịch thành truyện Thương Hiệt có liên quan mật thiết đến việc sáng tạo văn tự.

## Vinh danh

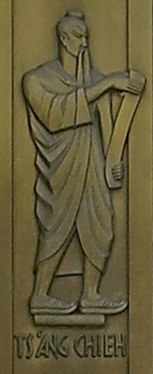

Bản quán của Thương Hiệt nay tại trấn Sử Quan (史官) huyện Bạch Thủy (白水) tỉnh Thiểm Tây (陝西), đời Hán đã lập miếu Thương Hiệt. Ngoài ra, tại huyện Đông A (東阿) tỉnh Sơn Đông (山東); nay trong địa phận Dương Cốc (陽谷), ngoại ô phía Tây huyện Thọ Quang (壽光) mỗi nơi có một miếu Thương Hiệt. Tại trấn Sử Quan hiện còn miếu Thương Hiệt và di chỉ mộ Thương Hiệt. Trong miếu có bia, mặt trước và mặt sau của bia có tổng cộng hơn 910 chữ, đáng tiếc đã phá hoại nghiêm trọng, chữ bị tàn khuyết. Năm 1975, bia được dời đến Viện Bảo tàng Tây An để bảo tồn.
Trong mắt người cổ đại, Thương Hiệt là vị thần sáng tạo văn tự. Truyền thuyết kể rằng, tại sông Tần (瀕) phía cửa Tây thành của huyện Thọ Quang có một người tên Lưu Văn Hòa (劉文和) nhiều năm đọc sách. Lúc còn niên thiếu Lưu sinh đến đọc sách ở một tư thục, mỗi lần về đều phải qua sông, thường được một ông lão râu trắng cõng đưa qua. Sau một khoảng thời gian dài như thế, sinh hỏi lão: "Dám hỏi tôn tính đại danh của ông, tại sao lại thường giúp cháu ?". Ông lão đáp rằng: "Ta được thần Thương Hiệt phái đến giúp, sau này nếu anh giàu sang phú quý, chớ có quên thần đó". Sau khi Lưu Văn Hòa được bổ làm quan thì đến viếng miếu Thương Hiệt, gặp được một ông lão giữ miếu, hình thái và dung mạo của ông này nhìn rất quen, vì thế đã bỏ tiền trùng tu miếu và mộ Thương Hiệt.

## Nhận xét
Sự hình thành văn tự luôn là một quá trình tiệm sinh, không phải trong nhất thời và do một người tạo ra. Trong bộ Tuân tử thời tiên Tần có câu: "Người thích văn tự thì rất nhiều, duy chỉ một mình Thương Hiệt tạo ra chữ và truyền lại". Trong Lã thị xuân thu cũng có thuyết Thương Hiệt tạo chữ, chí ít nói rõ lúc bấy giờ Thương Hiệt là một chuyên gia giỏi về thư khế văn tự. Đương nhiên, ở giai đoạn này không phải là điểm bắt đầu sáng tạo văn tự mà cũng không phải là điểm cuối cùng sáng tạo văn tự. Truyền thuyết Thương Hiệt tạo chữ có giá trị văn hóa riêng biệt của mình, tuy mức độ tin cậy thấp. Về niên đại của truyền thuyết Thương Hiệt tạo chữ, có lẽ là vào thời đại sản sinh giáp cốt văn. Còn có khả năng Thương Hiệt là một nhân vật đại loại như vu sư (巫師) có ảnh hưởng lớn trong bộ lạc của Hoàng Đế. Thời thượng cổ, vu sư và sử quan do một người đảm nhiệm, về phương diện này Thương Hiệt đã có cống hiến, điều đó khiến hậu thế dễ dàng nhận lầm người làm công việc sưu tập chỉnh lý văn tự là người sáng tạo văn tự.